# Jimmy Thorpe
Pour les articles homonymes, voir Thorpe.
James Horatio Thorpe dit Jimmy Thorpe (16 septembre 1913 à Jarrow – 9 février 1936 à Sunderland) est un gardien de but de football de nationalité anglaise lors des années 1930.

## Biographie
Diabétique, il s'effondre dans un coma dont il ne se remettra jamais, attribué au traitement brutal qu'il reçoit sur le terrain dans un match contre Chelsea. Sa mort conduit à la règle que les joueurs de champ ne sont plus en mesure de botter le ballon sur les bras du gardien. 
Il remporte à titre posthume le championnat d'Angleterre 1935-1936.